# Salpa
Salpa (Sarpa salpa) – gatunek ryby zaliczanej do rodziny prażmowatych, jedyny przedstawiciel rodzaju Sarpa Bonaparte, 1831. 

## Zasięg występowania
Wschodni Ocean Atlantycki, Zatoka Biskajska i Morze Śródziemne oraz pas przybrzeżny wzdłuż zachodniej Afryki.

## Opis
Ciało owalne, bocznie ścieśnione. Mały otwór gębowy. Ubarwienie srebrzyste z 10-11 poziomymi, żółtymi pasami. Na nasadzie płetwy piersiowej charakterystyczna czarna plamka.
Osiąga maksymalnie do ok. 50 cm długości. Młode żywią się bezkręgowcami, dorosłe są roślinożerne.

## Znaczenie gospodarcze
Poławiana gospodarczo i w wędkarstwie.